# اسلپی و وروجک‌ها
اسلاپی و شخص نفرت‌انگیز (به انگلیسی: Slappy and the Stinkers) یا اسلاپی و وروجک‌ها فیلمی محصول سال ۱۹۹۸ آمریکا به کارگردانی بارنت کلمن است. در این فیلم بازیگرانی همچون بی‌دی ونگ، برانسون پینچوت، جنیفر کولیج، جوزف اشتون، گری لروی گری، اسکارلت پامرز و سام مک‌موری ایفای نقش کرده‌اند.

## داستان فیلم
در آکادمی دارتمور، مدیر مورگان برین‌وی، دانش‌آموزان کلاس دوم را مجبور می‌کند تا قدردانی از اپرا را مطالعه کنند. پنج کودک سرسخت، مخفیانه کلاس را ترک می‌کنند تا در محوطه مدرسه آشوب ایجاد کنند. ویتز خلبان آزمایشی یک صندلی پرنده، یکی از جدیدترین ایده‌های سانی می‌شود. وروجک‌ها به سوله روی می‌روند و دمنده برگ او را می‌دزدند. آنها متوجه نمی‌شوند که دمنده برگ به‌طور کامل روی صندلی میز چسبانده نشده است. هنگامی که آن را روشن کردند، دمنده برگ از دستگاه خارج شد اما ویتز را روی صندلی گذاشت. دمنده مستقیماً به سمت اتومبیل جدید آقای برینوی می‌رفت، اما بنزین دمنده قبل از اینکه بتواند ماشین را نابود کند تمام شد. آقای برین‌وی به وروجک‌ها هشدار می‌دهد که اگر یک بار دیگر به هم بریزند، اخراج خواهند شد، اما آنها به زودی در حالی که سعی می‌کنند مشخصات خود را حفظ کنند، شورش می‌کنند و حتی درگیر ماجراهای ناگوار بیشتری می‌شوند. وقتی بچه‌ها اسلپی را در طی یک سفر آکواریومی کشف می‌کنند، سانی و دیگر بچه‌ها تصمیم می‌گیرند او را با قاچاق به اتوبوس مدرسه آزاد کنند و در وان آب گرم آقای برین‌وی پنهان کنند. پس از اینکه آقای برین‌وی زودتر از حد معمول به خانه می‌رسد، آنها اسلپی را پس می‌گیرند و او را در خانه ویتز پنهان می‌کنند. روی شیر دریایی را با یک گوفر غول پیکر اشتباه می‌گیرد و قصد کشتن او را دارد. دلال حیوانات آنتونی بوکلی قصد دارد اسلپی را بدزدد و او را به یک سیرک بلغاری بفروشد، اما برخی از تلاش‌های او برای گرفتن اسلپی با شکست مواجه شد. روز بعد، استینکرها اسلپی را با خود به ساحل می‌برند تا بتوانند او را آزاد کنند، اما اسلپی از رفتن امتناع می‌کند. بچه‌ها متوجه می‌شوند که یک اورکا در دریا وجود دارد که در آن نزدیکی شنا می‌کند و به همین دلیل است که اسلپی نمی‌خواست در آب برود، زیرا اورکاها شیرهای دریایی را می‌خورند. سانی تصمیم می‌گیرد که باید اسلپی را به آکواریوم برگردانند، اما آنها باید ابتدا در جشنواره ای در دارتمور شرکت کنند. روی سعی می‌کند اسلپی را از بین ببرد که باعث می‌شود جاذبه‌های جشنواره خراب شود. با فرض این که این امر توسط استینکرها ایجاد شده باشد، آقای برین‌وی آنها را اخراج می‌کند. استینکرها متوجه می‌شوند که بوکلی اسلپی را ربوده است، که باعث می‌شود بچه‌ها برای یک مأموریت نجات حرکت کنند. در نهایت آنها با کمک هم اسلپی را از دست بوکلی نجات می‌دهند.

## تولید
تولید این فیلم توسط ترایستار پیکچرز و The Bubble Factory در کنار فیلم آفت به عنوان دو پروژه ای که این شرکت‌ها تولید خواهند کرد، اعلام شد. بر اساس شرایط قرارداد بین The Bubble Factory و یونیورسال پیکچرز، شرکت سازنده می‌تواند به‌طور خودکار سه تا چهار عکس را که بودجه‌ای حدود ۸ تا ۳۵ میلیون دلار در سال برای یونیورسال در نظر گرفته شده بود، سبز کند. هم این فیلم و هم آفت از آستانه یونیورسال پایین آمدند و به پیمانی با نگاه اول تبدیل شدند. سونی به‌طور کامل هر دو فیلم را تأمین مالی کرد.

## بازخورد وفروش
این فیلم از نظر جمع‌آوری نقد راتن تومیتوز بر اساس پنج منتقد دارای امتیاز ۰٪ «فاسد» است.

### باکس آفیس
باجه بلیط فروشی این فیلم اکران محدودی را دریافت کرد و در اولین آخر هفته از سه هفته نمایشگاه تئاتر، ۳۴۴۸۸ دلار فروخت. در مجموع فروش ۸۰۸۳۷ دلاری در باکس آفیس به دست آورد.